# Unibet Arena
Unibet Arena (до 2022 года — Saku Suurhall) — крупнейший концертный и спортивный холл Таллина и Эстонии. Зал вмещает до 10 000 человек. В Unibet Arena проходят матчи по баскетболу и по хоккею. Комплекс открылся в 2001 году перед Конкурсом песни Евровидения 2002 года. Своё имя арена получила от компании «Саку» (эст. Saku) — крупнейшего эстонского производителя пива, который финансировал строительство. 1 января 2023 года получила своё нынешнее название.
Unibet Arena является официальным членом Европейской ассоциации арен.

## Список значимых событий
- Финал четырёх Балтийской баскетбольной лиги 2006 г.
- Конкурс песни Евровидение 2002.
- Концерты, артисты: Avril Lavigne, Брайан Адамс, Даррен Хейз, Deep Purple, Depeche Mode, Gregorian, Judas Priest, Земфира, Metallica, Korn, Крис Ри, Lordi, Марк Нопфлер, Nazareth, Фил Коллинз, Pink, The Prodigy, Rammstein, Рэй Чарльз, R.E.M., Roxette, Руслана Лыжичко, Сара Брайтман, Simple Minds, Simply Red, Smokie, Стинг, Сьюзи Кватро, Sweet, t.A.T.u., Тото Кутуньо, Underworld, Ванесса Мэй, Vanilla Ninja, Vaya Con Dios, Yes, Limp Bizkit, Paul van Dyk.
- Театры, мюзиклы и шоу: ABBA — The Show, Чикаго, Дэвид Копперфильд, Riverdance.
- 19 января 2010 года на льду арены «Саку Суурхалль» стартовал Чемпионат Европы по фигурному катанию 2010.
- 11 декабря 2012 года в «Саку Суурхалль» прошёл концерт британской рок-группы Muse в рамках шестого альбома.